# Aceria tenuis
Aceria tenuis är en spindeldjursart som först beskrevs av Alfred Nalepa 1891.  Aceria tenuis ingår i släktet Aceria, och familjen Eriophyidae. Arten är reproducerande i Sverige.